# 주한 파나마 대사관
주한 파나마 대사관(스페인어: Embajada de Panamá en Corea)은 파나마 정부가 대한민국 서울특별시에 설치된 대사관이다.

## 역사
- 1962년 9월 : 한국-파나마 외교 관계 수립 (수교 당시 상주공관은 한국은 멕시코시티에서, 파나마 측은 도쿄도에서 겸임하여 관할하게 됨)
- 1973년 5월 : 주파나마 한국 대사관 개설
- 1979년 3월 1일 : 주한 파나마 대사관 개설

## 주요 업무
한국 정부와의 외교 교섭과 국제 협력, 경제·통상 교섭, 양국 문화·학술·체육 교류 및 협력, 외교 정책 홍보, 한국에 거주중인 파나마인의 보호와 지도, 문서의 공증, 국적·호적·여권 및 사증 업무 등을 위주로 전담한다.

## 기본 정보
- 위치 : 서울 종로구 경희궁길 49
- 관할 구역 : 대한민국 전체
- 업무 시간 : 월~금요일 오전 9시부터 저녁 5시(단, 점심 시간은 12시 ~ 13시 30분)
- 휴무일 : 매주 토, 일요일, 대한민국의 공휴일, 파나마 독립기념일 (11월 3일)

## 같이 보기
- 대한민국-파나마 관계
- 주파나마 대한민국 대사관